# Hrvatska filozofija nakon 1990.

## Filozofi po struci u Hrvatskoj
Godine 2004. u Hrvatskoj je, prema kriteriju rada na projektima koji su od strane Ministarstva znanosti financirani kao "filozofski", bilo 102 (profesionalna) filozofa, od toga 92 s titulom doktora znanosti. Od toga je 16 bilo u mirovini, a za 12 nema podataka gdje su zaposleni. 
Od zaposlenih u raznim institucijama: 17 ih je bilo zaposleno na Institutu za filozofiju u Zagrebu, 12 na zagrebačkom Filozofskom fakultetu, šest na Filozofskom fakultetu Rijeka, pet na Filozofskom fakultetu Družbe Isusove u Zagrebu, četiri na Katoličkom bogoslovnom fakultetu u Zagrebu, troje u Institutu za društvena istraživanja u Zagrebu, te po jedan ili dvoje u drugim institucijama.
Oni su u razdoblju 1993. – 2003. objavili 2422 rada, od toga 112 u inozemstvu.

## Vanjske poveznice
- Hrvatski filozofski časopisi (puni tekst) na "Hrčku", hrvatskom portalu znanstvenih časopisa